# هالي جويل أوزمنت
هالي جويل أوزمنت (بالإنجليزية: Hally Joel Osment)‏ (مواليد 10 إبريل 1988)، هو ممثل أمريكي، قام بالعديد من الأدوار التلفيزيونية والسينما خلال حقبة التسعينات من القرن الماضي وكان حينها طفلاً. كانت أول أعماله بجزء صغير من فيلم فورست غامب سنة 1994.

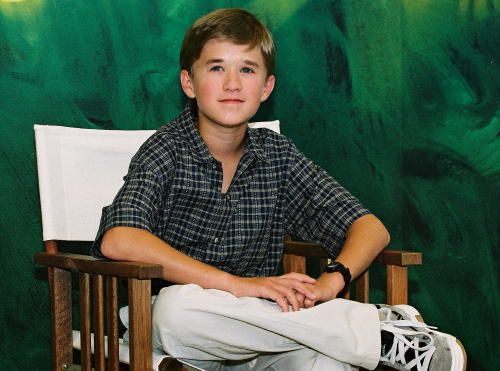
أوزمنت في عام 2001هالي

## حياته الفنية
بدأ الوقوف أمام الكاميرا وهو في الرابعة من عمره من خلال أحد الإعلانات التجارية. بعد ذلك بدأت رحلته الفنية، وكان أول ظهور تلفزيوني له وهو في الرابعة من عمره، وقدم دور طفل صغير في أول أفلامه «فوريست قامب»، عام 1994م، وكذلك في «ميكسد نوتس» في نفس العام.
من أعماله التلفزيونية «ثاندر آلي»، عام 1994، و«ذا جيف فوكسورثي شو»، عام 1995، والموسم الأخير من«مورفي براون»، عام 1998.
ظهر كضيف شرف في كثير من الأعمال، ومنها «ذا لاري ساندرز شو»، عام 1992م، و«والكر تيكساس رانجر»، عام 1993م، و«تاتشد باي آن أنجل»، عام 1994، و«شيكاغو هوب»، عام 1994، و«ذا بريتندر»، عام 1996م.
قام ببطولة «بوجس»، عام 1996م، مع «وبي جولدبيرج»، و«جيرارد ديبارديو»، كما ظهر عام 1998م في الفيلم التلفزيوني «ذا لايك»، وكذلك في «آي ويل ريميمبر أبريل»، عام 1999م، و«ذا سيكسث سينس»، عام 1999م.
فاز بجائزة «ساترن» الفنية كأفضل ممثل صغير.
قام بالأداء الصوتي لدور «سورا» في حلقات «كينجدوم هارتس»، عام 2002م، ولدور «تاكشي جينو»، في حلقة «تايم تو شاين» التي قدمت ضمن حلقات «آي جي بي إكس: إيمورتال جراند بريكس» التلفزيونية، عام 2005م.
شارك في «هوم أوف ذا جاينتس»، عام 2007، في دور صحفي شاب، وشاركه البطولة «ريان ميريمان»، و«دانيل بانابيكر»، كما قام ببطولة فيلم «تروث آند تريزون»، عام 2009.

## الأعمال

### الأفلام
- فورست غامب (1994)
- الحاسة السادسة (1999)
- سأتذكر أبريل (1999)
- إسداء الخدمات (2000)
- الذكاء الاصطناعي (2001)
- كتاب الغابة 2 (2003)
- ناب (2014)

### المسلسلات
- جوال تكساس ووكر
- آلي مكبيل
- بظ يطير وقيادة الكوكب
- فاميلي غاي

## وصلات خارجية
- الموقع الرسمي
- هالي جويل أوزمنت على موقع IMDb (الإنجليزية)
- هالي جويل أوزمنت على موقع ميتاكريتيك (الإنجليزية)
- هالي جويل أوزمنت على موقع روتن توميتوز (الإنجليزية)
- هالي جويل أوزمنت على موقع قاعدة بيانات الأفلام العربية
- هالي جويل أوزمنت على موقع ألو سيني (الفرنسية)
- هالي جويل أوزمنت على موقع ميوزك برينز (الإنجليزية)
- هالي جويل أوزمنت على موقع تيرنر كلاسيك موفيز (الإنجليزية)
- هالي جويل أوزمنت على موقع أول موفي (الإنجليزية)
- هالي جويل أوزمنت على موقع قاعدة بيانات برودواي على الإنترنت (الإنجليزية)
- هالي جويل أوزمنت على موقع قاعدة بيانات الأفلام السويدية (السويدية)